# Chris Holt
Chris Holt (* 5. Juni 1985 in Vancouver, British Columbia, Kanada) ist ein ehemaliger US-amerikanischer Eishockeytorwart, der zuletzt beim Braehead Clan in der Elite Ice Hockey League unter Vertrag stand.

## Karriere
Chris Holt begann seine Karriere als Eishockeyspieler beim USA Hockey National Team Development Program, für das er in der Saison 2002/03 in der Juniorenliga North American Hockey League aktiv war. Anschließend besuchte der Torwart zwei Jahre lang die University of Nebraska at Omaha und spielte für deren Eishockeymannschaft in der National Collegiate Athletic Association. Von 2005 bis 2008 stand er bei den New York Rangers unter Vertrag, die ihn bereits im NHL Entry Draft 2003 in der sechsten Runde als insgesamt 180. Spieler ausgewählt hatten. Für die Rangers bestritt er allerdings nur in der Saison 2005/06 ein einziges Spiel in der National Hockey League, während er die restliche Zeit bei deren Farmteams, dem Hartford Wolf Pack aus der American Hockey League und den Charlotte Checkers aus der ECHL verbrachte.
Zwischen 2008 und 2010 stand Holt bei den NHL-Teams St. Louis Blues und Ottawa Senators unter Vertrag, konnte sich jedoch bei beiden nicht durchsetzen und bestritt nur für St. Louis in der Saison 2008/09 ein weiteres Spiel in der NHL. Hauptsächlich kam er in diesem Zeitraum für die Peoria Rivermen und Binghamton Senators in der AHL sowie die Alaska Aces und Elmira Jackals in der ECHL zum Einsatz. Für die Saison 2010/11 wurde der US-Amerikaner von Dinamo Riga aus der Kontinentalen Hockey-Liga verpflichtet und absolvierte zwei Spielzeiten bei Dinamo.
Ab Ende Juni 2012 stand Holt bei Awtomobilist Jekaterinburg unter Vertrag, ehe er im Januar 2013 im Tausch gegen ein Drittrunden-Wahlrecht für den KHL Junior Draft 2014 an den HK Donbass Donezk abgegeben wurde. Nachdem er noch Anfang März 2013 seinen Vertrag bei den Ukrainern verlängerte, löste Holt seinen laufenden Vertrag im August desselben Jahres mit dem HK Donbass aus persönlichen Gründen auf. Der HK Donbass verpflichtete statt seiner Michael Leighton. Nach seinem Vertragsende war Holt ein Jahr lang ohne Verein, ehe er sich im August 2014 dem italienischen Klub Ritten Sport anschloss, wo er Chris Mason im Tor ablöste, nachdem dieser nach Deutschland abgewandert war. Während seiner vereinslosen zwölf Monate war er allerdings ab März 2013 als Assistenztrainer bzw. Torwarttrainer beim Juniorenteam Lincoln Stars in der USHL tätig. Nach nur elf Ligaeinsätzen bei den Italienern wechselte der US-Amerikaner mit 1. Dezember 2014 zu Orli Znojmo, wo er den Abgang des Slowaken Tomáš Tomek kompensieren sollte, dessen Vertrag noch am selben Tag aufgelöst wurde.

### International
Für die USA nahm Holt an der U18-Junioren-Weltmeisterschaft 2003 teil. Bei dieser stand er in zwei Spielen zwischen den Pfosten und wies einen Gegentorschnitt von 2.00 bei einer Fangquote von 93,9 % auf.

## Karrierestatistik

### International
Vertrat die USA bei:
- U18-Junioren-Weltmeisterschaft 2003

(Legende zur Torhüterstatistik: GP oder Sp = Spiele insgesamt; W oder S = Siege; L oder N = Niederlagen; T oder U oder OT = Unentschieden oder Overtime- bzw. Shootout-Niederlage; Min. = Minuten; SOG oder SaT = Schüsse aufs Tor; GA oder GT = Gegentore; SO = Shutouts; GAA oder GTS = Gegentorschnitt; Sv% oder SVS% = Fangquote; EN = Empty Net Goal; 1 Play-downs/Relegation; Kursiv: Statistik nicht vollständig)